# Bumi Anyar
Bumi Anyar is een bestuurslaag in het regentschap Bangkalan van de provincie Oost-Java, Indonesië. Bumi Anyar telt 2502 inwoners (volkstelling 2010).